# Todd Bridges
Todd Anthony Bridges (San Francisco, 27 maggio 1965) è un attore statunitense.
È famoso principalmente per aver interpretato il ruolo di Willis Jackson nella serie televisiva  Il mio amico Arnold tra il 1978 e il 1986.

## Biografia
Nato in una famiglia che lavorava nel mondo dello spettacolo come agenti e insegnanti di recitazione, Todd Bridges fin da 4 anni è introdotto nel mondo della pubblicità e a 9 anni esordisce alla televisione in uno spot pubblicitario al fianco della madre. Dal 1975 ha le sue prime piccole parti da attore in spettacoli televisivi, come nella serie Barney Miller e nel film TV Katherine - Storia di una terrorista, facendosi notare al grande pubblico soprattutto per la sua interpretazione nella miniserie Radici (1977). Sull'onda di queste positive esperienze Bridges diviene uno dei primi attori bambini afroamericani - dopo Marc Copage in Giulia (1968-71), Laurence Fishburne in Una vita da vivere (1973-76) e Ralph Carter in Good Times (1974-79) - a far parte del cast fisso di una serie televisiva, Fish, spin-off della serie Barney Miller. Nei 35 episodi delle due stagioni (1977-78) del programma Bridges interpreta la parte di un orfano adottato dalla famiglia di un poliziotto newyorkese.
Ciò gli apre la strada, in quegli anni, alla partecipazione come guest-star ottenendo parti importanti in alcuni episodi di altre popolarissime serie televisive come La casa nella prateria, Una famiglia americana (conosciuta anche come I Walton), e Love Boat.
Tuttavia, è alla fine del 1978 che arriva la vera popolarità, con la serie Il mio amico Arnold (titolo originale: Diff'rent Strokes, conosciuta anche come Harlem contro Manhattan), dove interpreta per 8 stagioni e 169 episodi la parte di Willis, fratello maggiore del protagonista Arnold (Gary Coleman). Anche qui ha il ruolo di un ragazzo adottato da un padre bianco. Il successo è enorme e immediato: Todd Bridges e Gary Colemann divengono i primi attori bambini afroamericani protagonisti di una serie televisiva di grande popolarità internazionale. In quegli anni, Bridges partecipa occasionalmente anche ad altre serie televisive come guest star e ad un paio di film per la televisione. Ha interpretato Willis anche in due episodi della serie spin-off di Arnold, L'albero delle mele.
Il passaggio dall'adolescenza all'età adulta si rivela tuttavia molto difficile per Bridges, la cui vita personale, turbata dal divorzio dei genitori nel 1982, comincia ad essere condizionata, a partire da metà degli anni Ottanta, dalla dipendenza dalla droga e da ricorrenti problemi con la giustizia. Alla chiusura della serie, nel 1986, Bridges si ritrova sostanzialmente disoccupato. Rischia di morire per overdose di crack e nel 1988 è processato per tentato omicidio ai danni di uno spacciatore. In quell'occasione Bridges, immediatamente dichiaratosi non colpevole, viene prosciolto da tutte le accuse.
La sua carriera è praticamente giunta a un punto morto, se si esclude un horror a basso costo nel 1988 (Twice Dead), un cameo in una commedia di serie B nel 1989 (Giù le mani da mia figlia) ed alcuni programmi televisivi nei primissimi anni Novanta. Bridges continua a combattere con le sue difficoltà: nel 1993 è nuovamente arrestato ed entra in un programma di riabilitazione dalla droga, scomparendo per alcuni anni dalla ribalta.
Dal 1996 Bridges riprende a lavorare con qualche continuità, ma la svolta avviene nel 1998 quando sposa Dori, diventa padre, abbandona del tutto l'uso di alcool e droghe e abbraccia la religione cristiana. Torna a fare notizia sulla stampa, questa volta per aver salvato una donna disabile caduta accidentalmente nell'acqua di un lago. Anche la sua carriera di attore ottiene nuova fama grazie al ruolo di Juice nella soap-opera Febbre d'amore (2002), e quindi (dal 2007 al 2009) al ruolo di Monk nella serie Tutti odiano Chris.
Bridges prende anche parte a numerosi reality show (Skating with the stars, Boxing Celebrities, Hulk Hogan's Celebrity Championship Wrestling) e dal 2008 è commentatore della trasmissione televisiva The Smoking Gun Presents: World's Dumbest....
Nel 2010 Bridges ha pubblicato un libro, Killing Willis, nel quale parla dei suoi problemi di droga e con la legge, cercando di stabilire un'identità pubblica indipendente dal personaggio di "Willis" da lui impersonato. Il 28 aprile 2010 compare nel The Oprah Winfrey Show per discutere del successo ottenuto da bambino e dei problemi legali che ne derivarono. Esattamente un mese dopo, il co-protagonista di Diff'rent Strokes, Gary Coleman, muore all'età di 42 anni.
Nel 2012, appare in un cameo del film commedia Indovina perché ti odio interpretando se stesso.
Dopo la morte di Charlotte Rae, avvenuta nell'agosto 2018, è rimasto l'unico attore del cast originale di Arnold ancora in vita. Nel 2018, avrà una ricaduta: viene citato in giudizio per violenza sessuale e stalking verso delle sue ex fidanzate; inoltre, verrà colpito al volto in un'aggressione, a seguito di un litigio domestico
Nel 2021, partecipa al big Brother vip.

## Vita privata
Nel 1998 sposa Dori A. Smith, nel luglio dello stesso anno dal matrimonio nasce il figlio Spencir Todd Bridges.
Nel 2013 si separa dalla moglie Dori. 
Ha anche una figlia, Bo J. Rushing, avuta da un'altra relazione. Ha frequentato, per un periodo, la sua fidanzata televisiva Janet Jackson; inoltre, nell’autobiografia, ha ammesso di avere avuto un'infatuazione per Dana Plato. Anche Kim Fields era interessata a lui.
Il 25 settembre 2022 si risposa, con la stilista Bettijo B. Hirschi, a Beverly Hills.

## Riconoscimenti
- Young Hollywood Hall of Fame (1980's)

## Filmografia parziale
- The Hero (1975) - episodio della serie TV Barney Miller
- Katherine - Storia di una terrorista, film TV (1975)
- Radici, miniserie TV (1977)
- Fish (1977-78) - 35 episodi in 2 stagioni
- La casa nella prateria (Little House on the Prairie) - serie TV, episodio 3x18 (1977)
- The Stray (1977) - episodio della serie TV Una famiglia americana (The Waltons)
- Love Boat (1978) - un episodio
- The Illusion (1978) - episodio della serie TV Una famiglia americana (The Waltons)
- Il mio amico Arnold (Diff'rent Strokes) - Willis Jackson (1978 - 1986, 169 episodi)
- Hello, Larry - Willis Jackson (1979 - 1980, 3 episodi)
- L'albero delle mele (The Facts of Life) - Willis Jackson (1979 - 1981, 2 episodi)
- Febbre d'amore (The Young and the Restless), serie televisiva (2002)
- Tutti odiano Chris (Everybody Hates Chris), serie televisiva (2007-09) - 17 episodi
- Indovina perché ti odio (That's My Boy), regia di Sean Anders (2012)

## Doppiatori italiani
Nelle versioni in italiano delle opere in cui ha recitato, Todd Bridges è stato doppiato da:
- Giorgio Borghetti in Radici
- Marco Guadagno ne La casa nella prateria
- Riccardo Rossi in Il mio amico Arnold (st. 1-4)
- Fabio Boccanera in Il mio amico Arnold (st. 5-7)
- Oreste Baldini in Il mio amico Arnold (st. 8)